# Conrad Ignatz von Lützow

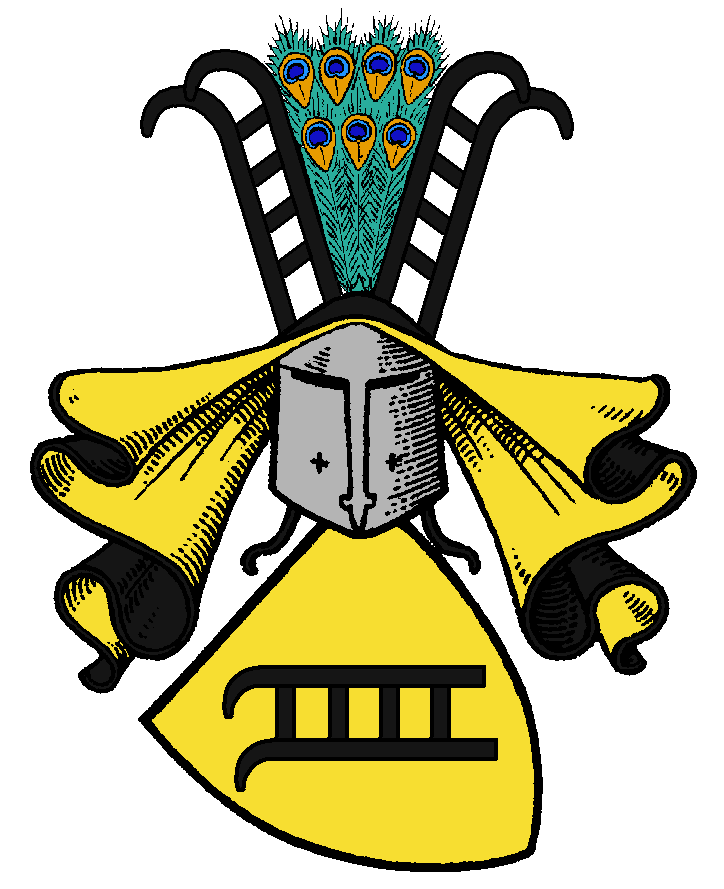
Stammwappen derer von Lützow

Conrad Ignatz Freiherr von Lützow, vollständig Conrad Ignatz/Ignatius Franz Wilhelm von Lützow (* 9. Februar 1738 in Schwerin; † 20. Januar 1823 ebenda) war ein mecklenburg-schwerinscher Hofbeamter, zuletzt Oberhofmarschall und Oberkammerherr.

## Leben
Conrad Ignatz von Lützow entstammte dem katholischen, reichsfreiherrlichen Haus Goldenbow (Vellahn) des mecklenburgischen Uradelsgeschlechts von Lützow. Er war ein Sohn des Georg Wilhelm von Lützow auf Goldenbow (1689–1770) und dessen früh verstorbener Frau Emilia Georgia Polyxena, geb. von Bucco (1713–1754), einer Schwester von Adolf Nikolaus von Buccow. Ihr Großvater Lucas von Bucco war ein unehelicher Sohn von Georg Wilhelm (Braunschweig-Lüneburg) gewesen.
Er studierte Rechtswissenschaften und wurde im Oktober 1761 an der Universität Wien unter Vorsitz von Paul Joseph von Riegger und Sub auspiciis Imperatricis Maria Theresia zum Dr. jur. utr. promoviert.
Conrad Ignatz Freiherr von Lützow besaß verschiedene Güter in Mecklenburg, manche auch nur zeitweise. 1784 erhielt er durch Adjudication aus dem Konkurs des Ernst Joachim von Platen die Güter Klein und Groß Brütz (heute Ortsteile von Brüsewitz). Klein Brütz mit Rosenberg und Eulenkrug verkaufte er 1791 an die Witwe Catharina Margaretha Bethmann, geborne Schaaf, in Frankfurt am Main, die es an seinen Verwandten, den Domherrn August Joseph Freiherrn von Lützow verpachtete. 1802 erwarb der Lübecker Dompropst Adolf Friedrich von Witzendorff das Gut. Groß Brütz kam an Sigismund Freiherr von Lützow (1776–1852) und blieb bis 1865 in der Familie. Zuletzt war August von Lützow Herr auf Gustävel (Kuhlen-Wendorf) und Woltow (Selpin).
Ab 1776 ist er im Hofdienst nachweisbar, zunächst als Oberschenk, dann als Hofmarschall. In den 1780er Jahren war er in führender Rolle in den Konflikt verwickelt, in dem es um die landständischen Rechte der sog. aulici (von lat. aulicus = Hof-) ging, also derjenigen Mitglieder der mecklenburgischen Ritterschaft, die zugleich in herzoglichem Dienst standen. Der durch den Landesgrundgesetzlichen Erbvergleich von 1755 gestärkten Ritterschaft war daran gelegen, die aulici von der Landstandschaft auszuschließen, um so auf den Landtagen und Konventen von fürstlicher Beeinflussung frei zu sein und Interessenkonflikte auszuschließen. Dagegen strengten einige altadlige aulici einen Prozess vor dem Reichshofrat an. Mit Conrad Ignatz von Lützow als ihrem bevollmächtigten Vertreter kam es 1789 zu einem Vergleich. Danach behielten die aulici grundsätzlich die Landstandschaft; sie verpflichteten sich aber, in Sachen, in denen es sich um das persönliche Interesse des Fürsten handle, sich der Abstimmung zu enthalten und, so lange sie in direkten herzoglichen Diensten standen, auf die ständischen Ämter und die Klosterstellen zu verzichten.
Nach dem Tod von Johann Joachim von Lützow 1792 folgte Conrad Ignatz von Lützow diesem als Oberhofmarschall und Oberkammerherr. Als Oberhofmarschall war von Lützow der ranghöchste Katholik am Hof von Herzog Friedrich Franz I. von Mecklenburg-Schwerin. Er hatte in der Gemeinde und auch am herzoglichen Hof großen Einfluss und war Vorsteher der katholischen Kirchen in den beiden Residenzen: St. Anna in Schwerin und St. Helena und Andreas in Ludwigslust, jeweils während ihres Baues. 1806 erhielt er vom Herzog die Schenkungsurkunde für St. Helena und St. Andreas.

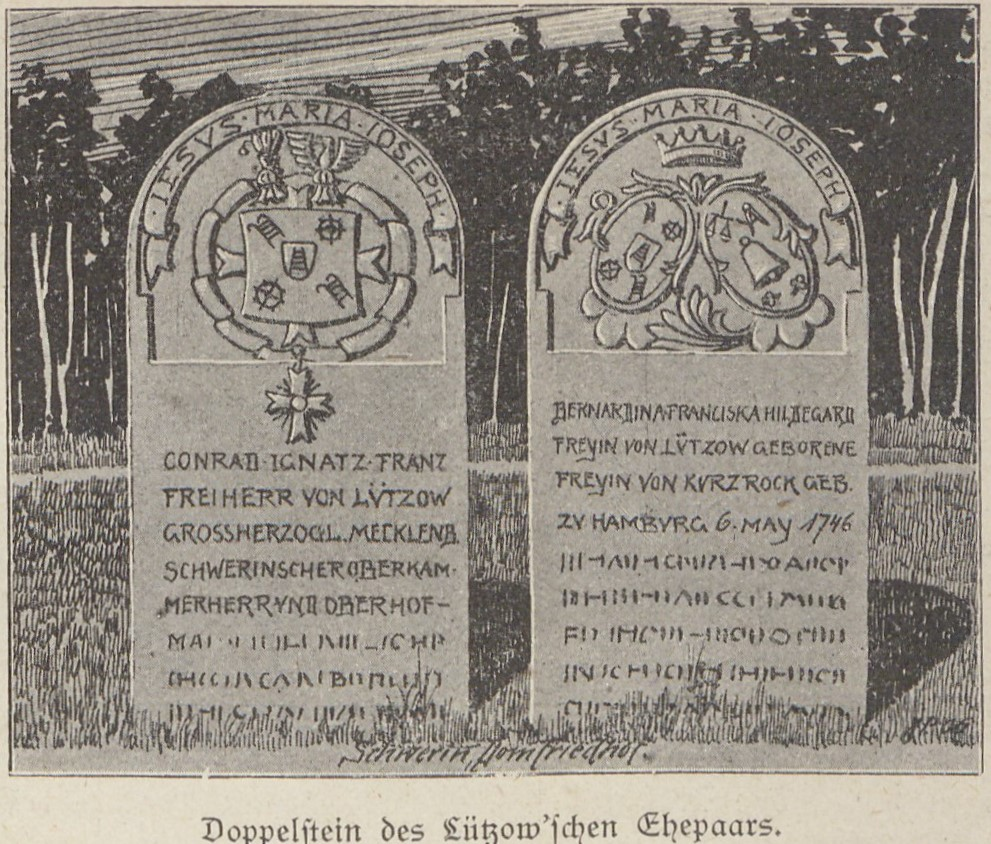
Grabsteine des Ehepaars von Lützow auf dem Alten Domfriedhof Schwerin (1906)

Seit 1772 war er verheiratet mit Margarethe Bernhardine, Freiin von Kurtzrock auf Wellingsbüttel. Das Paar hatte mehrere Töchter sowie einen Sohn Clemens Heinrich (* 1786). Dieser starb ohne Nachkommen als österreichischer k.k. Kämmerer (seit 1811) und Major a. D. am 21. Dezember 1863 in Písek, so dass mit ihm dieser Zweig der Familie im Mannesstamm erlosch. Bernardine († 1804) heiratete Joseph von Weichs. Nach ihrem frühen Tod heiratete dieser ihre Schwester Maria Theresia Walburgis (* 1779; † 18. Januar 1864 in Königswinter). Henriette Philippine († 1822) heiratete den mecklenburgischen Kammerherrn Hon. Thomas Edward Clifford (1774–1817) aus der Familie Baron Clifford of Chudleigh.
Konrad Ignatz von Lützow und seine Frau wurden auf dem Domfriedhof Schwerin beigesetzt, wo ihre Grabsteine 1906 noch erhalten waren.

## Auszeichnungen
- Orden vom Pfälzer Löwen